# Antonia Göransson
Antonia Pia Anna Göransson, född 16 september 1990 i Stockholm, är en svensk före detta landslagsspelare (mittfältare). Hon spelar för tillfället för Sjöbo if där hon gjort sammanlagt 46 mål hittills på 1,5 säsong. Hon har nått milstolpen Stor tjej i svensk fotboll vilket innebär att hon har spelat mer än 50 landskamper, närmare bestämt 80, lägg därtill 5 mästerskap. Hon har tagit sammanlagt 3 mästerskapsmedaljer. Mest känd är hon kanske för att ha spelat Sveriges första U20-VM någonsin där hon dessutom gjorde mål i samtliga gruppspelsmatcher. Hon spelade under sin karriär bland annat för Bayer 04 Leverkusen i Frauen-Bundesliga, HSV Hamburg i Frauen-Bundesliga samt Turbine Potsdam i Frauen-Bundesliga. Hon talar tre språk flytande däribland tyska och innehar tränarutbildning Uefa A för forna landslagsspelare och är anställd som instruktör på Malmö FF samtidigt som hon utbildar sig till sjuksköterska.

## Klubbkarriär
Göransson spelade under juniortiden för flera olika klubbar, i tur och ordning Sjöbo IF (moderklubben), Hornskrokens IF, Trångfors IF och Alviks IK. Seniordebut gjorde hon 2008, för Kristianstads DFF som hon framgångsrikt representerade säsongerna 2009 och 2010. 2010 inledde hon en internationell proffskarriär, där hon 2010–2011 spelade som mittfältare för Hamburger SV, där hon vann lilla brons. Därefter gjorde hon tre säsonger för 1. FFC Turbine Potsdam där hon bland annat spelade Potsdam fram till guld i Bundesliga samt var aktiv i Champions League-spel under alla tre säsongerna.
Under sin sista säsong i Potsdam 2014 spelade hon relativt lite och klubben tappade för första gången någonsin sin CL-plats genom att sluta trea i Frauen-Bundesliga. Efter anbud från bland andra Rosengård föll dock Göranssons val på Vittsjö GIK. Hon hade tappat sin landslagsplats under 2014 och prioriterade glädjen till fotbollen samt speltid före allt annat. Kort därpå var landslagsplatsen återvunnen och Göransson gjorde sin 50:e seniorlandskamp under Algarve 2015.
Året därpå skrev hon på för Seattle i WNSL. Hon fick beskedet diabetes typ 1 någon vecka före avresa och i samband med det föll valet istället på Mallbacken. Alla individuella mål lades åt sidan för att hitta rätt med den kroniska sjukdomen. 
2017 skrev hon på för det norska laget Kolbotn IL i den norska högsta ligan. Efter en fenomenal vår valde hon hösten 2017 Fiorentina, de italienska mästarinnorna, delvis för att få spela Champions League. 
Italien var inte riktigt vad Göransson hade tänkt och 2018 valde hon istället att trappa ner. Hon hade mått dåligt under en längre period och tog en paus för att hösten 2019 gå till tyska Bayern Leverkusen och göra sin femte säsong i Frauen-Bundesliga. Därefter gjorde hon sin sista säsong som aktiv i allsvenska Växjö DFF, efter en misslyckad sejour i Kungsbacka dff och Assi IF. Göransson valde kort därpå att avsluta sin karriär. Idag arbetar hon inom Malmö FF som instruktör samt är verksam som tränare i sin moderklubb Sjöbo IF.
I augusti 2020 återvände Göransson till Sverige för spel i Växjö DFF, där hon skrev på ett 1,5-årskontrakt. I april 2021 meddelade Göransson att hon avslutade sin fotbollskarriär.

## Landslagskarriär
Antonia Göransson har spelat i 22 F19-landskamper. 2010 debuterade hon i Sveriges A-landslag i landskampen mot Norge (3–1) den 26 oktober. Under 2013 spelade hon 12 matcher med landslaget och gjorde två mål. Sammanlagt har hon (juli 2017) spelat 50  A-landskamper och totalt gjort åtta mål.

## Landskamper
- 7 U17-landskamper
- 22 F19-landskamper
- 2 U23-landskamper
- 50 A-landskamper (8 mål)[2]